# Iveco EuroTrakker
El Iveco EuroTrakker es un camión producido por Iveco para uso en construcción y todoterreno. Externamente, se parece al EuroTech, con el que comparte la cabina y muchas otras características. Sin embargo, tiene un marco más fuerte, mayor distancia al suelo, diferentes ejes y tracción total opcional. 

## Descripción
El EuroTrakker se lanzó por primera vez en 1993. Cuando ingresó a Corea del Sur, importó camiones volquete por primera vez a través de Halla Heavy Industries, pero la importación prácticamente se suspendió cuando Halla quebró debido al rescate del FMI en 1997. El EuroTrakker se suspendió en 2004 cuando se lanzó su sucesor, el Trakker. En Libia, el EuroTrakker se fabrica bajo la marca Trucks and Bus Company.

## Citas y referencias
1. ↑  «Los modelos más significativos de Pegaso-Iveco en 75 años». abc. 31 de marzo de 2021. Consultado el 19 de abril de 2023.
2. ↑  «Halla Heavy Industries also plans to advance into commercial vehicles in the second half of the year.» (en coreano). Naver. 25 de junio de 1992. Consultado el 10 de marzo de 2015.
3. ↑  «La presentazione sul sito Iveco» (en italiano). Archivado desde el original el 30 de abril de 2008. Consultado el 13 de febrero de 2008.